# Andrea Gotzmann
Andrea Maria Gotzmann (Haan, 7 agosto 1957) è un'ex cestista tedesca.

## Carriera
Con la Germania Ovest ha disputato quattro edizioni dei Campionati europei (1974, 1976, 1981, 1983).